# Фотограметрия
Фотограметрията (от гръцки: фотос – светлина; грама – чертеж; метрео – измерване) е научна дисциплина, занимаваща се с определяне формата, размерите, положението и други количествени и качествени характеристики на различни обекти от земната повърхност по тяхна фотоснимка.
Между обектите в местността и тяхното фотоизображение съществуват геометрични отношения, тъй като фотоснимката е централна проекция на заснетата земна повърхност. Въпреки това фотографските изображения не може да се използват директно за геодезически цели. Различната отдалеченост на заснетите обекти от проекционния център (за това може да се приеме центъра на обектива), определят и различен мащаб на обектите в заснетата повърхност. Потребността от планове и карти определя и основната задача на фотограметрията - превръщането на фотографските снимки в планове и карти, които да са ортогонална проекция на заснетата земна повърхност.

## История
Французинът Еме Лоседа (E. Laussedat) през 1859 – 1861 г. пръв изработва план от фотографски снимки. Фотограметрията се развива бързо през ХХ век, когато са създадени методики и технически средства за обработка на фотографски снимки и получаването на топографски оригинали.

## Видове фотограметрия

### В зависимост от мястото на заснимане
- Земна фотограметрия – заснимат се предимно планински терени, където е възможно фотографирането на значителни земни масиви.
- Въздушна фотограметрия – земната повърхност се заснима от самолет и се използва за създаване на планове и карти на всякакви терени.

### В зависимост от количеството на снимките
- Едноо̀бразна фотограметрия – използват се аерофотоснимки и се прилага предимно за изработването на ситуационни планове, съчетано с други геодезически методи.
- Двуо̀бразна фотограметрия – прилага се изключително като стереофотограметрия, като се използва стереоскопичния ефект получен при застъпването на двойки аерофотоснимки.

## Практическо приложение
Фотограметрията намира голямо приложение при съставяне на топографски планове и карти, за проектиране, изследване на деформации, динамично протичащи явления и дори за наблюдение на космически обекти.
Фотограметрията работи с фотоснимки заснети от подходящо място на земната повърхност или от самолет. Използването на фотоснимки се прилага основно в две направления:
- Дешифриране на фотоснимки или аерофотоснимки – върху заснетата земна повърхност на фотоснимката се нанасят от специалисти топографи граници, наименования и други особености на ситуацията върху обхождания терен.
- Земна фотограметрия. Фотограметричните снимки при земна фотограметрия се заснимат от поне две фотостанции със земнофотограметрични снимачни инструменти. Най-използван е т. нар. фототеодолит, т.е. инструмент който има фотоапарат и теодолит за провеждане на ъглови измервания. Обработката на фотоснимките се извършва със стереоавтограф, един оптико-механичен апарат представляващ кобинация от оптичен стереокомпаратор и механичен картировъчен апарат с писец. При този метод на заснимане и обработка се получават празнини от 20 до 50%, поради невъзможност да се заснимат и обработят долините. Незаснетите места се обработват и допълват ръчно, например с мензулна снимка. Този метод е прилаган в средата на миналия век при картиране на планински местности в Родопите, Рила, Пирин и Стара планина за изработването на топографска карта на България в мащаб 1:25000.
- Обработка на стереопланиграф. Със самолет се заснимат поредица от фотоснимки на земната повърхност с предварително определена база на застъпване (обикновено от 30 до 65%) на всяка от тях. Използват се аерофотоснимки от нисколетящ (от 1000 до 2000 m) бавноходен самолет. Обработват се с апарати наричани стереопланиграфи. За целта от топографи се създава опорна мрежа, като се използват характерни, добре различими точки върху снимките (обикновено единични храстчета) чрез прилагане методите на геодезически засечки от съществуващата национална триангулачна мрежа. Когато терена не позволява директно определяне координати и височина на опорните точки чрез засечки, то се прокарват полигонови вериги, като за полигонови точки отново се избират характерни и еднозначно определими образи-точки. Това позволява в стереопланиграфа след абсолютно или геодезично ориентиране поне по три от опорните точки, да се получи стереообраз в три координати. Посредством система от оптични средства от оператор се управлява светеща марка върху стереообраза на релефа по две оси (координати) и се изписват, чрез движение на пишещ механизъм, хоризонтали за еднаква височина на земната повърхност и за наземната ситуация. По този метод се създават оригинали на карти и планове в труднодостъпни местности и такива, когато е необходим по-кратък цикъл на производство.

- Аерофотоснимки със застъпване за фотограметрична обработка